# 中国人民解放军陆军边防第三六三团
中国人民解放军陆军边防第三六三团（中国人民解放军69316部队）是中国人民解放军新疆军区直属边防团之一，守卫在中印、中尼千里边境线上。防区起于喀喇昆仑山口，止于班公湖北岸。团部现驻南疆和田地区和康县赛图拉镇（“三十里营房”）。

## 历史
前身为新疆军区生产建设兵团现役步兵第2团。
1971年5月7日，新疆军区生产建设兵团现役步兵第2团是由原新疆军区生产建设兵团农2师现役营扩编而成，代号疆字第902部队，下辖4个步兵连，1个特务连，1个炮兵连，1个机枪连，团部驻巴音郭楞蒙古族自治州焉耆县。
1975年10月5日，以新疆军区生产建设兵团现役步兵第2团为基础，组建边防第13团，隶属南疆军区。从陆军第6师师直调入1个通信连、1个水上中队，从陆军第6师第17团调入3个步兵连，与原兵团现役步兵第2团的连队编成。截至1975年10月5日，部队编制缺7个边防连。该团下辖塔吐鲁沟、神仙湾、温泉、尼雅格祖、库尔那克堡、天文点、空喀山口边防连、水上中队和步兵连、特务连。
1978年12月，边防第13团下辖14个边防连、2个步兵连、特务连、水上中队、轮训队、转信站、农场和1个汽车排等。
1979年11月，撤销尼雅格祖边防连。
1980年1月，塔吐鲁沟边防连改编为红旗拉甫边防连，划归边防第12团建制。
1984年3月，撤销温泉边防连。
1993年2月，边防第13团调整为3个边防营、团直特务连。
该团组建了目前全军海拔最高的边防连队河尾边防连。

## 现行编制
- 机动步兵营（2020年时任营长陈红军）

### 边防连
从北到南：
1. 神仙湾边防连
1956年8月20日设卡，地处海拔5380米的喀喇昆仑山口，当时是全军海拔最高的哨卡。1977年8月，新疆军区边防第13团4连奉命进驻神仙湾哨卡。1978年10月27日，新疆军区授予该连“硬骨头六连式连队”称号。1982年9月8日，中央军委授予该卡“喀喇昆仑钢铁哨卡”称号。
2. 天文点边防连（69316部队）：陈祥榕烈士所在连队
天文點附近位於斗拉特别奥里地的印度軍營是中印邊境邊防會談會晤站之一[2]。
3. 河尾滩边防连
地处海拔5418米的喀喇昆仑山脉深处，是世界海拔最高的驻兵点。

| 名称                 | 地点                                          |
| -------------------- | --------------------------------------------- |
| 神仙湾边防连         | 35°34′03″N 77°50′52″E / 35.56763°N 77.84764°E |
| 天文点边防连         | 35°19′52″N 78°10′44″E / 35.331°N 78.179°E     |
| 河尾滩边防连         | 35°00′07″N 78°35′31″E / 35.002°N 78.592°E     |
| 加勒万前进基地       | 34°38′00″N 78°37′00″E / 34.6334°N 78.6167°E   |
| 温泉                 | 34°25′37″N 78°55′16″E / 34.427°N 78.921°E     |
| 空喀山口边防连       | 34°20′N 79°07′E / 34.33°N 79.11°E             |
| 尼亚格祖(哨所)       | 33°58′30″N 78°52′44″E / 33.975°N 78.879°E     |
| 库尔那克堡边防连     | 33°45′49″N 78°59′13″E / 33.7635°N 78.98707°E  |
| 日姆昌边防连         | 33°46′12″N 79°04′16″E / 33.77°N 79.0711°E     |
| 普尔楚边防连         | 33°33′54″N 78°48′00″E / 33.565°N 78.8°E       |
| 秋迪俭革拉山口(哨所) | 33°37′39″N 78°47′17″E / 33.62750°N 78.78806°E |
| 且坎边防连           | 32°52′12″N 79°36′36″E / 32.86993°N 79.61°E    |
| 都木契列边防前哨     | 33°04′35″N 79°10′12″E / 33.0765°N 79.17°E     |
| 扎西岗边防连         | 32°31′34″N 79°37′59″E / 32.526°N 79.633°E     |
| 典角雷达站           | 32°41′24″N 79°27′47″E / 32.69°N 79.463°E      |

|  |

## 人物

### 历任领导
| 团长 - 祁发宝 上校 (？- 2022年7月) | 政治委员 |

### 英模功臣
- “卫国戍边英雄团长”祁发宝
- “卫国戍边英雄”陈红军烈士（2021年拟授七一勋章）
- 一等功臣陈祥榕烈士
- 一等功臣肖思远烈士

## 评论
2021年2月19日《解放军报》头版刊登长篇报道《英雄屹立喀喇昆仑──走近新时代卫国戍边的英雄官兵》，宣传边防第363团官兵事迹：祁发宝所在团一直有一个不成文的“规定”：“对峙时干部站前头、战士站后头，吃饭时战士不打满、干部不端碗，野营时战士睡里头、干部睡风口。”边防斗争中，各级指挥员与官兵同住地窝子、同爬执勤点、同吃大锅菜、同站深夜哨、同背给养物资，平时铆在一线、战时带头冲锋，凝聚起以命相托的生死情谊和团结战斗的强大力量。回顾加勒万河谷战斗中“团长顶在最前面阻挡外军，营长救团长、战士救营长、班长救战士。”，一名解放军指挥员动情地说，我军官兵上下同欲、生死相依是这次战斗以少胜多的关键所在。
2021年2月19日《解放军报》公布加勒万河谷冲突中解放军官兵伤亡情况后，仇子明使用新浪微博账号“@辣笔小球”发表了疑似嘲讽中方团长、质疑中国官方公布的中国军队死伤人数的评论。仇子明先以《三国志14》中的游戏技能名称，暗示解放军团长以牺牲下属的方式活下，并反讽“反正，我们赢了”。随后，仇子明在一条微博的评论区留言，质疑中国官方公布的真实死亡人数，“牺牲的4位是为营救而立功，连去救人的都牺牲了，那肯定有没救出来的啊，说明阵亡的不仅仅只有四人”，并称“在印度方面看来，他们赢了，且代价更小”。仇子明的上述言论引发网民谴责并被举报，后被警方刑事拘留、以涉嫌侵害英雄烈士名誉、荣誉罪被检察机关批准逮捕。2021年5月31日，一审获有期徒刑8个月并被责令自判决生效之日起十日内通过中国大陆国内主要门户网站及中国大陆全国性媒体公开赔礼道歉。